# Esko Kalevi Silvennoinen
Esko Kalevi Silvennoinen  (1931.) je bivši finski hokejaš na travi.
Na hokejaškom turniru na Olimpijskim igrama 1952. u Helsinkiju je igrao za Finsku, koja je ispala u četvrtzavršnici. Bio je dijelom najveće skupine igrača u finskom sastavu, onih koji su se rodili u Viipuriju, kasnijem Vyborgu, kojeg je SSSR pripojio 1939./40. godine.

## Vanjske poveznice
- Profil na Sports Reference.com  Arhivirana inačica izvorne stranice od 17. prosinca 2012. (Wayback Machine)